# Antonio Fortunato
Antonio Fortunato (Lagonegro, 31 luglio 1974 – Kabul, 17 settembre 2009) è stato un militare italiano.

## Biografia
Nato a Lagonegro, cresciuto a Tramutola e residente a Monteriggioni nella frazione Badesse, dal 1994 presta servizio nell'Esercito Italiano, prendendo parte a diverse missioni di pace internazionali. In forza al 186º Reggimento paracadutisti "Folgore" di Siena, dal maggio 2009 partecipa alla missione ISAF in Afghanistan. 
Il 17 settembre 2009 è al comando della pattuglia che subisce un attacco suicida a Kabul. Due blindati Lince in servizio di scorta sono affiancati da un'autobomba: nell'esplosione perdono la vita sei militari italiani della Folgore, oltre a numerosi civili afgani..
Il 21 settembre 2009 sono celebrati i solenni funerali di stato nella Basilica di San Paolo fuori le mura a Roma.

## Riconoscimenti
Il 23 dicembre 2009 con decreto del Presidente della Repubblica è stato insignito della Croce d'Onore alla memoria, con la seguente motivazione:
Il 25 febbraio 2011 il Comune di Tramutola ha intitolato ad Antonio Fortunato una piazza cittadina.